# 永田健
永田 健（ながた たけし、1959年1月2日 - 2015年12月31日）は、日本の地方公務員、国土交通技官。国土交通省中部運輸局企画観光部長や、豊田市副市長、千葉県土整備部長等を歴任した。

## 人物・経歴
愛知県名古屋市出身。1982年名古屋大学工学部土木工学科卒業、建設省入省、北陸地方建設局企画部技術官理課配属。1992年中国地方建設局企画部企画課長。1993年建設省建設経済局建設機械課課長補佐。1994年建設省道路局有料道路課課長補佐。1995年東北地方建設局酒田工事事務所長。
1998年中部地方建設局道路部道路調査官。1999年中部地方建設局企画部企画調整官。2002年中部地方整備局岐阜国道工事事務所長。2004年市川市助役。2006年国土交通省中部運輸局企画観光部長。2008年愛知県建設部建設総務課付、名古屋高速道路公社企画調査部長。2010年豊田市副市長。
2013年国土技術研究センター道路政策グループ総括。2014年から千葉県土整備部長として、京葉ジャンクションの着工に向けて尽力するなどしていたが、2015年に急逝。死後国土交通省から整備事業の許可が下り、森田健作千葉県知事から「「永田ちゃん、ありがとな」と心の中で報告したよ」とのコメントがなされた。